# Inzer (település)
Inzer (oroszul: Инзер, baskír nyelven Инйәр) falu Oroszország európai részén, Baskíria Belorecki járásában, az Inzer folyó partján
Lakossága: 4329 fő (a 2010. évi népszámláláskor).

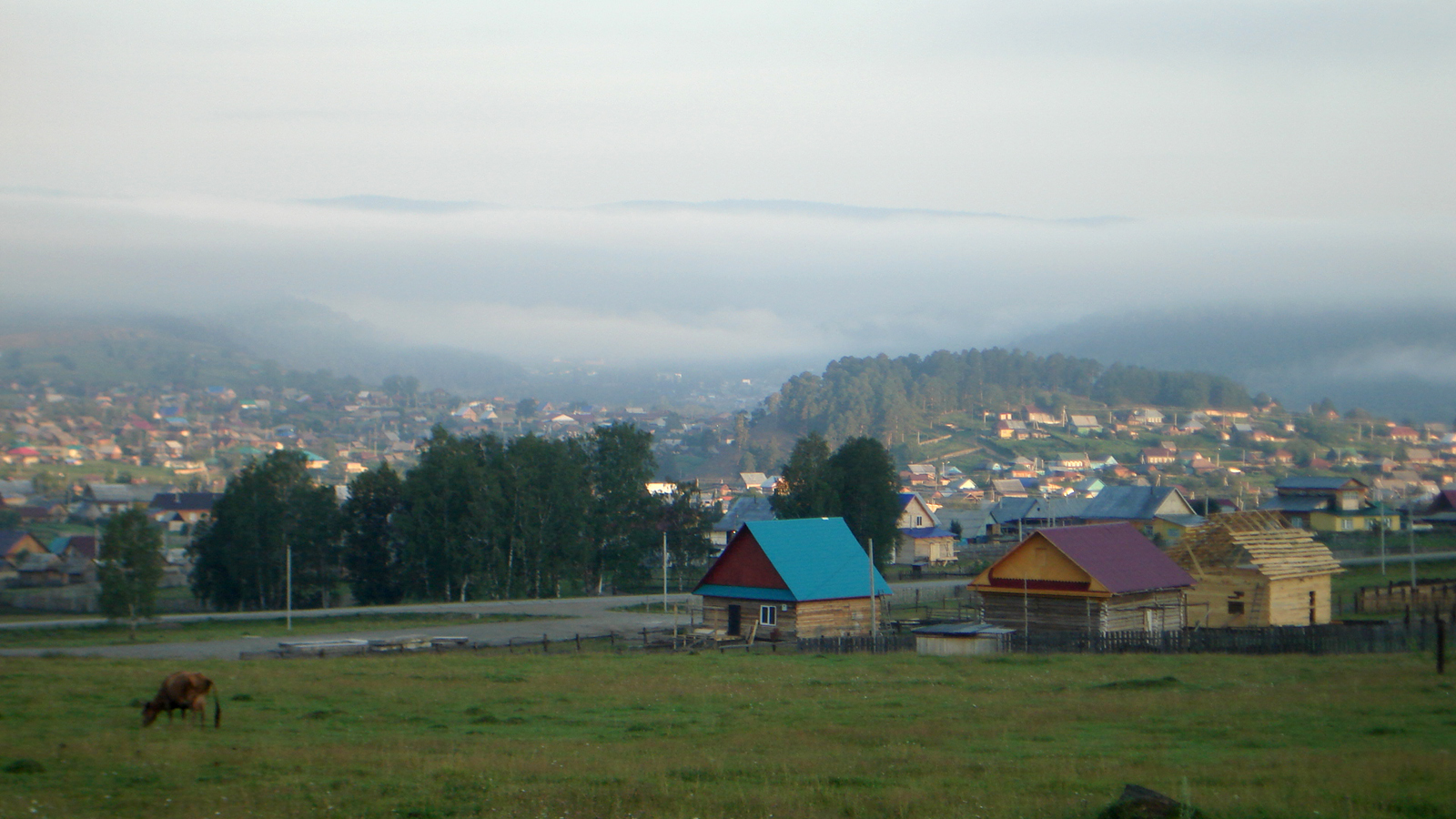
Inzer település

A település a Déli-Urálban, a Nagy- és a Kis-Inzer találkozásánál fekszik, innen lefelé a folyó neve Inzer. Távolsága Beloreck járási székhelytől 85 km.
A 18. század végén a mai Inzer helyén kis baskír falu volt. 1890-ben a két folyó találkozásánál vasöntödét alapítottak, mely az 1920-as évek elejéig működött. Ez vetette meg alapját a településnek.
Inzerbe Ufából villanyvonat (elektricska) közlekedik. A település és vidéke könnyű elérhetősége miatt kedvelt kirándulóhely.

## Nevezetes személyek
- itt született Guzal Szitdikova (1952–) baskír író, költő, publicista, műfordító, wikipédista.